# ミシェル・デスラー
ミシェル・デスラー（英: Michelle Dessler）は、レイコ・エイルスワースがテレビドラマ『24 -TWENTY FOUR-』で演じている架空の人物である。日本での吹き替え声優は湯屋敦子。
CTUの上級女性スタッフ。極めて有能で、内勤業務から実戦までこなす能力を持ちCTU全体を指揮することもある。同僚のトニー・アルメイダとは恋仲を経て結婚するが、関係の破綻と再構築を繰り返し、最終的にまた同居していたところ、自家用車の爆破事件により暗殺される。

## 経歴
- アメリカ標準技術局 コンピューター・セキュリティ部門
- DARPA ハイ・コンフィデンス・システム・ワーキング・グループ
- CTUロサンゼルス支局 インターネット・プロトコル・マネージャー（シーズン2）
- CTUロサンゼルス支局アシスタントチーフ（シーズン3）
- CTUロサンゼルス本部副本部長（シーズン4）
- コンサルタント会社社員（シーズン5）

## 専門
- IPSecアーキテクチャを構築
- スクリプト、コンピューター脆弱性、侵入検知、侵入テスト、操作セキュリティ、ウイルスなどに取り組んでいる。
- ケルベロスとプルートプラスに精通

## 作中での活躍

### シーズン2
CTUでは3番目の役職。上級職なだけあって現場を上手くまとめながら指揮を執る事に長けている。トニーとはただの同僚関係であったが、秘かに恋心を抱いていた。爆破事件後の危機的状況であったが、思いきって思いの丈を打ち明けた事で恋仲に発展。シーズン終了後に結婚する。

### シーズン3
シーズン2終了後、トニーとの恋愛関係を経て結婚し、夫婦になっている。トニーが首を撃たれた後に復帰した際に、キムのミスによる情報伝達の手違いがあり、トニーの能力を疑ってシャペルに報告する。しかし、キムのミスであった為にトニーからは反感を買ってしまい溝が生まれてしまう。その後ホテルで起きた生物兵器テロに巻き込まれてしまうが、そのままホテルで指揮を執って任務を全うする。その際にウイルスに感染したかと思われたが幸いにも感染はしなかった為に事なきを得る。しかし、直後にテロリストに捕まり、トニーを脅迫する材料に使われてしまう。

### シーズン4
シーズン3終了後、ジャックやパーマー大統領の尽力もあってトニーは短期間で出所するが、定職に着けないばかりか酒に溺れてしまい、ミシェルに辛く当たるようになったため、彼女から三行半を突き付けてまもなく離婚した。そしてシーズン4中盤にドリスコルの後任としてCTU支部長に就任。これによりトニーと再会する。最初は彼を信じられずに提案もはねのけていたが、この日の彼の活躍をオードリーから聞いて考えを改め、辞めようとしたトニーを呼び止めて改めて仕事を続けるよう依頼する。これにより再び彼への信頼と愛が芽生えて復縁する。

### シーズン5
CTUを引退後、トニーが起こした経営コンサルタントの手伝いをしている。パーマー暗殺を知り、CTUへ協力しようとするが、車に仕掛けられた爆弾の直撃により死亡する。この時点で男児を妊娠していたことがトニーの発言によりシーズン7で判明する。

## 学歴
- カリフォルニア州立大学デイビス校 情報科学の学士号取得